# Frankenhain (Berkatal)
Frankenhain ist ein Ortsteil der Gemeinde Berkatal im Werra-Meißner-Kreis in Hessen.

## Geographische Lage
Frankenhain liegt im nordöstlichen Vorland des Hohen Meißners am Oberlauf der Berka, die etwa 1 km westlich des Dorfs entspringt. Die Landesstraße 3242 verbindet Frankenhain mit dem etwa 1,5 km entfernten südöstlichen Nachbarort Frankershausen, dem Sitz der Gemeindeverwaltung von Berkatal.
Nordöstlich des Dorfs liegen der Große Marstein und der Kleine Marstein, beides ausgewiesene Naturdenkmale.

## Geschichte
Frankenhain wird im Jahr 1360 erstmals urkundlich als „Franckinhein“ erwähnt. Nachdem sich die Bewohner im Mittelalter hauptsächlich als Fuhrleute im Wein- und Salzhandel ihr Brot verdient hatten, wurden im 19. Jahrhundert der Bergbau und die Schmelztiegelproduktion die hauptsächlichen Erwerbsquellen für die Bewohner.
Die evangelische Pfarrkirche steht weithin sichtbar auf einem Hügel in der Ortsmitte. Die Kirche besteht aus einem wohl im 15. Jahrhundert erbauten Turm und einem westlich quer vorgelagerten Kirchenschiff, das 1838 von Landbaumeister Johann Friedrich Matthei errichtet wurde. An Gewölbe und Wänden des Turmes befinden sich um 1450 geschaffene, 1954 freigelegte Malereien mit den Evangelisten-Symbolen, Szenen aus Leben und Passion Christi sowie Heiligen. Der Taufstein des 16. Jahrhunderts wurde lange als Stütze des Altares genutzt, dient nun aber wieder als Taufstein. Die Orgel wurde 1843 von Johann Wilhelm Schmerbach d. J. geschaffen. Im Turm befindet sich eine reich mit Reliefs geschmückte Glocke von 1510.
Die Gemeinden Frankenhain, Frankershausen und Hitzerode wurden am 31. Dezember 1971 zur neuen Gemeinde Berkatal zusammengeschlossen.

## Infrastruktur
- Im Ort gibt es eine Grillhütte und einen Spielplatz.